# 在アメリカ合衆国ミャンマー大使館
在アメリカ合衆国ミャンマー大使館（ビルマ語: ပြည်ထောင်စုသမ္မတမြန်မာနိုင်ငံတော်သံရုံး၊ အမေရိကန်ပြည်ထောင်စု、英語: Embassy of Myanmar in the United States）は、ミャンマー連邦共和国がアメリカ合衆国に設置している在外公館である。大使館は、ワシントンD.C.カロラマ地区付近の 2300 S Street N.W. に位置する。建物は、著名な建築家アップルトン・P・クラーク・ジュニアが住宅として設計した1905年の邸宅である。大使公邸は R Street に面する旧チャールズ・エヴァンズ・ヒューズ邸である。
現職の大使はアウン・リンである。